# Župnija Notranje Gorice
Župnija Notranje Gorice je rimskokatoliška teritorialna župnija dekanije Ljubljana - Vič/Rakovnik nadškofije Ljubljana.

### Farne spominske plošče v župniji Notranje Gorice
V župniji Notranje Gorice so postavljene Farne spominske plošče, na katerih so imena vaščanov iz okoliških vasi (Notranje Gorice, Plešivica) ki so padli nasilne smrti na protikomunistični strani v letih 1942-1945. Skupno je na ploščah 43 imen.